# Marcel Pourchier

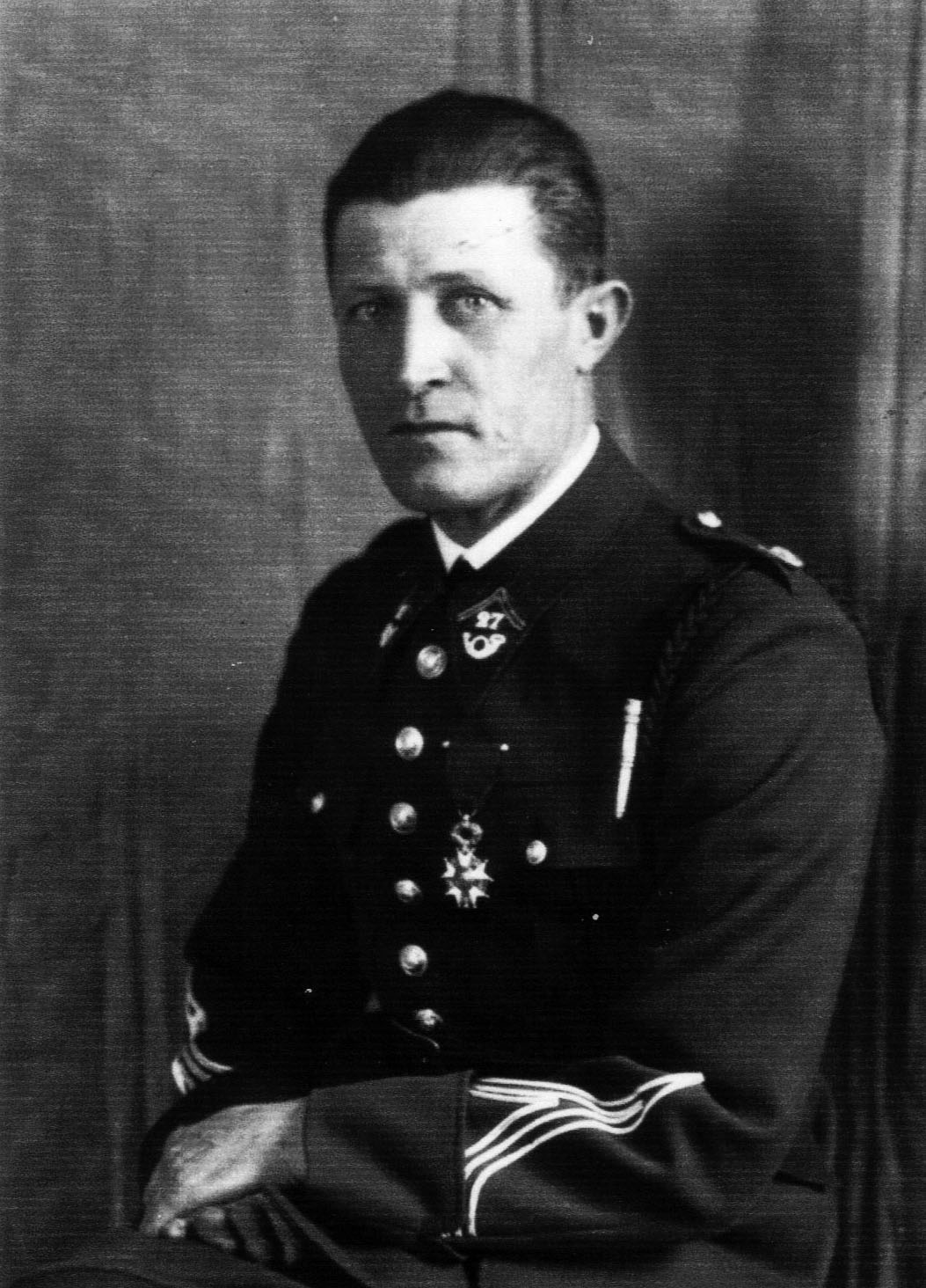
Marcel Pourchier (1935)

André Eugène Marcel Pourchier (* 1. Juni 1897 in Beuil; † 1. September 1944 im KZ Natzweiler-Struthof) war ein französischer Offizier, zuletzt im Dienstgrad Lieutenant-Colonel.
Pourchier war Angehöriger der Gebirgstruppe und nebenbei Mitglied im 1924 gegründeten Beuiler Wintersportclub. Bei den Olympischen Winterspielen 1928 in St. Moritz war er als Lieutenant Kapitän der französischen Mannschaft beim Vorführbewerb Militärpatrouillenlauf, die als letzte ins Ziel kam.
1930 konstruierte er in Beuil die erste Sprungschanze. Als sachkundiger Offizier wurde er 1932 im Dienstgrad Capitaine erster Kommandeur der neu gegründeten Gebirgskampfschule École de Haute Montagne (EHM) in Chamonix, in der die Angehörigen der 1930 entstandenen Skiaufklärer-Züge ausgebildet wurden. In seiner Zeit als Schulkommandeur entwickelte er neue Techniken, Trainingsmethoden und Bekleidung für den Gebirgskampf. Er rekrutierte den Ingenieur Pierre Dalloz und unterstützte ihn ab 1941 bei der Erstellung detaillierter Gebirgskarten. Während des Zweiten Weltkriegs geriet er in deutsche Gefangenschaft, wurde ins Konzentrationslager Natzweiler-Struthof deportiert und kam dort ums Leben.
In seiner Heimatstadt steht heute sein Name auf einem Kriegerdenkmal und die Boulevard Marcel Pourchier trägt seinen Namen.